# Pontcey
Pontcey település Franciaországban, Haute-Saône megyében. Lakosainak száma 294 fő (2022. január 1.). Pontcey Vauchoux, Aroz, Boursières, Chariez, Chemilly, Montigny-lès-Vesoul és Mont-le-Vernois községekkel határos.

## Népesség
A település népességének változása:
| Lakosok száma | 288  | 297  | 309  | 324  | 315  | 306  | 297  | 292  | 294  |
|               | 2013 | 2015 | 2016 | 2017 | 2018 | 2019 | 2020 | 2021 | 2022 |